# Post-disco
Post-disco (uneori numit muzică de club sau dance) se referă la mișcarea disco caracterizată prin utilizarea intensă a instrumentelor cu clape, apărută în Statele Unite la finele anilor 1970 și terminându-se odată cu apariția mainstream-ului de muzică house la sfârșitul anilor 1980.
Post-disco este genul premergător care, prin amplificarea accentului electronic și experimental al muzicii disco, a dat naștere stilurilor dance-pop, boogie, Italo disco și alternative dance timpuriu.
Muzica techno și cea house își au de asemenea rădăcinile în post-disco.

## Istorie
Post-disco a apărut la finele aniilor 1970 ca o mișcare contra sunetului disco clasic. Aceasta mișcare a început în SUA și s-a răspândit și în țăriie vecine. În Europa, post-disco a devenit popular din 1981-82, când majoritatea cântăreților încercau să implementeze instrumente electronice.

## Caracteristici
Post-disco pune accent pe sunetul tobei mici și elimină ritmul 4 pe 4. De obicei chitarele se folosesc pentru un sunet de efect cea ce este opusul muzicii disco, care folosea chitara ca pe unul dintre instrumentele principale. Chitara bas a continuat să fie folosită frecvent până în 1983, cand post-disco a ajuns aproape complet electric. Sunetele de vioară, violoncel și alte instrumente similare sunt rar auzite în cântecele post-disco. Cântecele folosesc de obicei acorduri mai simple și mai puține decât cele din muzica disco.

## Artiști post-disco de renume
- Shalamar
- Dynasty
- D-Train
- Lime

## Case de discuri proeminente
- Charisma Records
- Elektra Records
- Emergency Records
- Island Records
- Prelude Records
- Radar Records
- Salsoul Records
- SAM Records
- SOLAR Records
- Sugar Hill Records
- Tommy Boy Records
- Vanguard Records
- Virgin Records
- West End Records